# Явопулос, Оттон

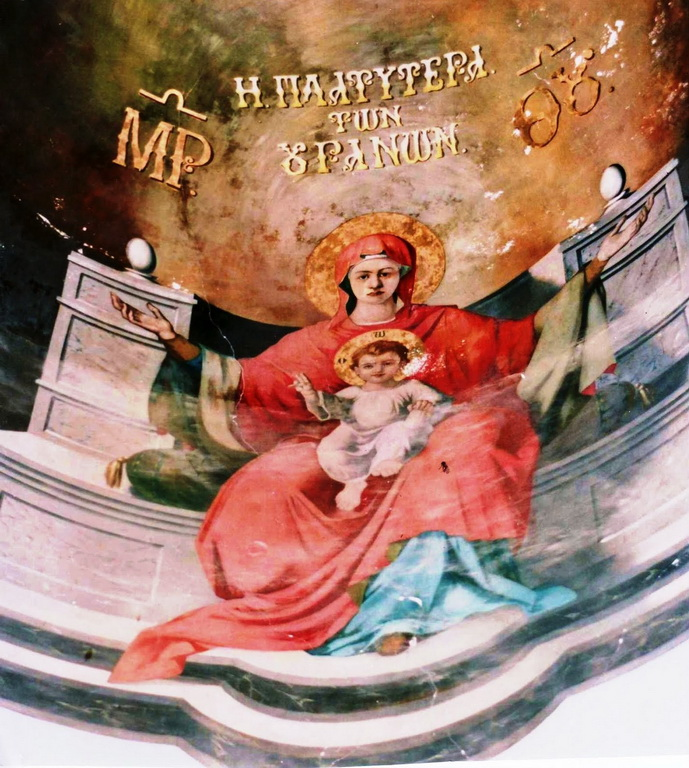
Платитера небес

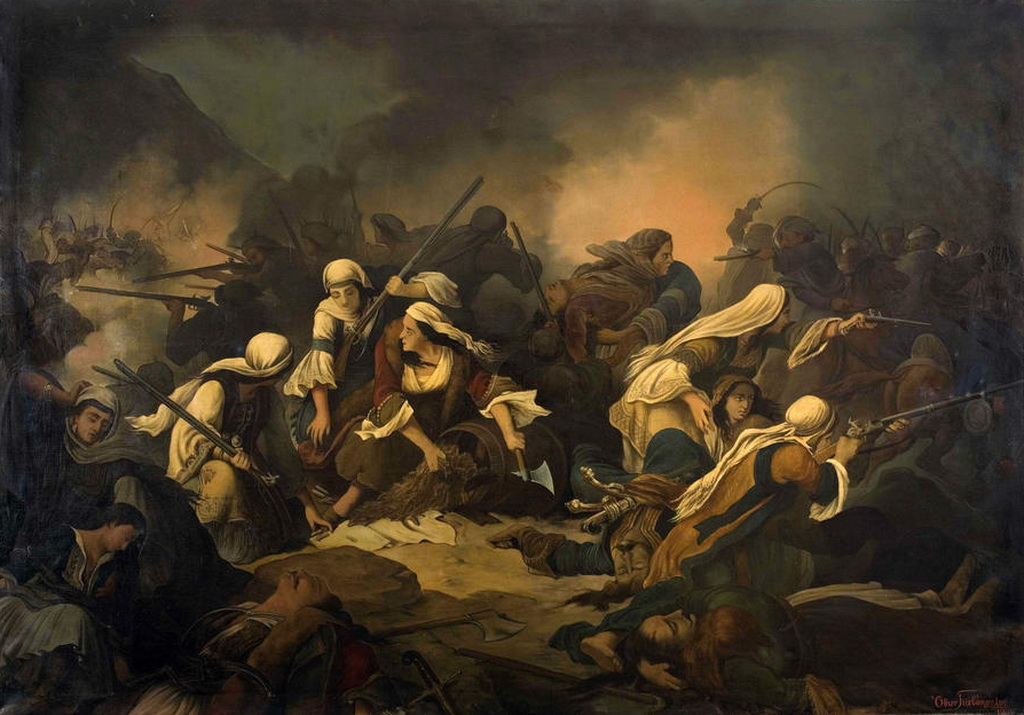
Героини Греции

О́ттон Яво́пулос (греч. Όθων Γιαβόπουλος; 1854, Витина, Аркадия — 1936, Афины) — греческий иконописец и художник конца XIX — начала XX веков.

## Биография
Оттон Явопулос родился в 1854 году в селе Витина горной Аркадии. Поступил в Афинскую школу изящных искусств, где учился у Константина Воланакиса и Спиридона Просалентиса. Учёба у этих двух представителей «западных» Мюнхенской и Семиостровной школ греческой живописи оставила свой отпечаток не только в светской живописи Явопулоса, но и в его церковной живописи и иконописи. По окончании Школы изящных искусств Оттн Явопулос расписал несколько церквей в Афинах.
В 1899 году Оттон Явопулос переехал на находившийся под британским контролем остров Кипр, где остался жить и работать до 1931 года. На Кипре работал в основном церковным художником и иконописцем, не оставляя однако и светскую живопись. За годы своей работы на Кипре Оттон Явопулос расписал церкви и был иконописцем в церквях Лимассола, в храмах Святого Спиридона и Богородицы в Паллуриотиса, в католической церкви Никосии, в церкви Святого Мамонта, в городе Морфу (фреска Архангела Михаила подверглась большому разрушению), в церквях в Капедес, Эвриху, Калопанайоти, Кораку и Темприа. Самые известные работы Явопулоса находятся в четырёх церквях горных «винных» сёл епархии Лимассола: храме Благовещения в Васа, Иоанна Крестителя в Вуни, Богородицы в Лофу (1916) и в монастыре Креста в Омодос. Оттон Явопулос провёл в этих сёлах много месяцев, оставив там значительные работы, такие как «Иисус и прелюбодейка» и «Снятие с Креста» в Омодос, «Обезглавливание Иоанна Крестителя» и «Вознесение пророка Ильи» в Вуни, «Богородицы» в Лофу. В Вуни и в Лофу Явопулос также расписал потолки церквей звёздами.
У художника было 5 детей. Двое из них — врачи Никос и Фофо — стали видными деятелями кипрского коммунистического движения раннего периода. Никос был сослан британскими властями в 1925 году за «коммунистическую деятельность». Репрессии англичан вынудили Явопулоса в конце 1931 года уехать с семьёй в Афины.
Художник остался жить и работать в греческой столице, где и умер в 1936 году.

## Потомки и память
Дочь Явопулоса, Фофо, вернулась на Кипр вместе со своим мужем врачом Васосом Василиу после германо-итало-болгарской оккупации Греции в 1941 году. Супружеская чета стала активными членами Прогрессивной партии трудового народа Кипра и была гонима англичанами за поддержку забастовки рабочих на рудниках в 1948 году. В конце Гражданской войны в Греции чета Василиу откликнулась на призыв Республиканской армии о необходимости увеличения числа медицинского персонала в горах Пинда. Васос и Фофо Василиу покинули Кипр. После поражения республиканцев Фофо и Васос Василиу, как и тысячи других греческих политических эмигрантов, получили политическое убежище в Советском Союзе и оказались в далёком Ташкенте.
Семья Василиу вернулась на Кипр в 1961 году после получения островом независимости. Фофо Василиу-Явопулу умерла в 1962 году. Её сын Георгиос Василиу, внук Оттона Явопулоса, с 1988 по 1993 годы был президентом Республики Кипр. Внучка Оттона Явопулоса, Моника Василиу, стала известной актрисой кипрского театра.
Росписи Отоона Явопулоса в церкви в Айия-Напе пострадали от землетрясений 1996 года, но в ещё большей степени от вмешательства после землетрясения.
Работы Явопулоса выставлялись на международных аукционах произведений искусств в Лондоне. В ходе торгов искусствовед Маро Софрониу обнаружила, что каталоги аукциона информировали об отсутствии не только биографии художника, но и ссылок на соответствующую литературу. В результате Софрониу при поддержке Кипрского университета написала и выпустила книгу «Отон Явопулос. Художник афинянин 1862—1936. Его жизнь и работа на Кипре».